# El rey león (videojuego de 2003)
El rey león, conocido en Estados Unidos como The Lion King 1½ y en Europa como The Lion King a secas, es un videojuego de plataformas para Game Boy Advance que fue desarrollado por Vicarious Visions y publicado por Disney Interactive Studios en septiembre el año 2003 en los Estados Unidos. La versión europea fue estrenada un mes después y se diferencia por incluir la opción para cambiar a varios idiomas, incluido el español. Este juego es la adaptación oficial de la película El rey león 3: Hakuna Matata de Disney, pese a que la versión europea, confusamente comparte el título con la primera película y el primer videojuego aunque en realidad no tiene relación con estos.

## Información general
El rey león para Game Boy Advance es un videojuego basado en la película de Disney El rey león 3: Hakuna Matata (The Lion King 1½ en el original inglés). Tiene la particularidad de haber sido lanzado varios meses antes que la película en la que está basado, de manera que el juego fue lanzado en septiembre del 2003 y la película recién se estrenó en febrero de 2004 directamente para video. En Estados Unidos fue lanzado por Disney Interactive Studios con el nombre de The Lion King 1½, título que se mantendría en el filme. Al ser lanzado en Europa por THQ, en cambio, la película todavía no se conocía ni tenía un título así que simplemente lo renombraron como The Lion King (El rey león) como si fuera una adaptación de la película original. Aunque cuando finalmente la película se lanzó en Europa, se le dio el nombre de The Lion King 3, causando una desinteligencia con su adaptación al videojuego.
El título fue desarrollado por Vicarious Visions como un juego de plataformas de vista lateral con un diseño poco convencional. Al igual que la película, los protagonistas son Timón el suricato y Pumba el jabalí. Los escenarios del juego están basados en distintas escenas de la película y siguen fielmente la historia de la misma, que se va contando mediante textos de diálogo entre los personajes. Muchos de los personajes secundarios del filme aparecen como personajes no jugables, tales como Refiki, Simba, Nala y la madre de Timón. Otro detalle tomado de la película es que Timón y Pumba aparecen en varias ocasiones "por fuera" de la pantalla del juego, observándola como si fueran espectadores mirando una película, y usan un control remoto para cambiar o avanzar de escena.
Los gráficos del juego son en 2D aunque con un aspecto de imágenes 3D prerenderizadas, de manera que los sprites no tienen mucho nivel de detalle aunque si presentan movimientos y animaciones muy fluidas y colores sombreados. También se han agregado algunos clips de video extraídos de la película que se muestran cada varios niveles a modo de recompensa, aunque estos duran apenas unos segundos y no tienen sonido, resultaban al menos un importante "teaser" considerando que la película aún no se estrenaba.
La música del juego está compuesta por varios temas nuevos con un marcado estilo de "música de la jungla", haciendo uso de sonidos africanos y también caribeños. El único tema de la película que aparece es "Hakuna Matata", que se utiliza como música principal del videojuego.
La jugabilidad se destaca por se muy variada, haciendo que el esquema de juego cambie entre niveles. La forma de juego principal sigue el estilo básico de The Lost Vikings, ya que el jugador debe hacerse cargo de Timón y Pumba por separado en un mismo escenario, y hacer uso de sus habilidades individuales para que cooperen y avancen hasta la meta. Pese a tener un solo nivel de dificultad, este está muy bien balanceado de forma de resultar apto para jugadores de todas las edades.
El videojuego tuvo dos relanzamientos para la misma consola en formato de oferta "2 al precio de 1". En el año 2004 fue lanzado por THQ en el pack 2 Games In 1: Disney Princess + Disney's The Lion King (junto a Disney Princess) solo en Europa.  En el año 2005 fue lanzado en el pack 2 Games In 1: Disney's Baren Bruder + Disney's Konig der Lowen (junto a Brother Bear) sólo en Alemania.

## Juego principal

### Argumento
El videojuego sigue fielmente la historia de la película El rey león 3: Hakuna Matata. Esta se desarrolla en paralelo a la primera película de El rey león, es decir que sigue la misma historia, pero vista desde la perspectiva de los personajes secundarios Timón y Pumba, y cuenta por todas las peripecias que pasaron mientras no se los mostraba en el largometraje original.
La historia comienza contando los orígenes de Timón, quien vive en la colonia de suricatos haciendo lo que mejor hacen estos animales, excavar todo el día y montar guardia para no ser sorprendidos por las hienas. Timón es muy malo para las labores de suricato, por lo que acaba ganándose el rechazo de su comunidad y decide que su destino está en otro lugar. Así parte en un viaje con el propósito de encontrar su maravilloso nuevo hogar. 
Durante su camino, Timón se topa por casualidad con el jabalí Pumba, que también está solo y sin hogar, ya que todos los animales se alejan de él. Ambos deciden formar una alianza para seguir este viaje juntos y pronto se convierten en grandes amigos. A partir de aquí, los lugares visitados por los protagonistas en busca de su hogar son los mismos que van apareciendo en la película original, tales como La Roca del Rey, el cementerio de elefantes y el cañón de la estampida; sólo que sin cruzarse con el protagonista.
Los dos terminan por encontrar un lugar perfecto, un oasis sin depredadroes y repleto de deliciosos bichos al que bautizan Hakuna Matata. Tiempo después, se topan con el pequeño león Simba, a quien encuentran abandonado en el desierto y lo adoptan. Simba se convierte en su gran amigo y juntos forman un trío inseparable. O al menos eso parecía.
Tras mucho tiempo, Simba es ya un león adulto y se cruza con la leona Nala, esta revela que Simba en verdad es el rey de los animales, por lo que debe regresar a la Roca del Rey a reclamar el trono que le fue arrebatado por su tío cuando niño. Pumba decide ir también a ayudarlo, pero Timón se enfada porque ve a su perfecto estilo de vida arruinado por la leona intrusa. Finalmente Timón comprende que el verdadero hogar está con los amigos y regresa a ayudarles. En la batalla final, mientras Simba pelea con su tío, Timón y Pumba tendrán la dura tarea de enfrentarse a un ejército de hienas, mucho más grandes y fuertes que los dos. Haciendo uso de su ingenio y habilidades de equipo pelearán con valor por ayudar a su gran amigo Simba.

### Personajes principales
- Timón: El protagonista del juego, es un pequeño suricato que emprende un épico viaje en busca de un hogar del que no está seguro sin encontrará. Tiene las habilidades de excavar la tierra a gran velocidad y facilidad para hacer bromas que hacen reír y distraen a las hienas. Aunque no tiene fuerza de ataque, lo suyo es la velocidad y la capacidad de meterse por espacios estrechos.
- Pumba: Es el coprotagonista, junto a Timón. Pumba es un jabalí un poco patoso y simplón pero lo compensa con creces con su empatía e intuición. Pumba está tan dispuesto a confiar en los demás…¡que hasta lo hace de un carnívoro como Simba! Y estará a su lado cuando éste deba regresar para cumplir con su destino. Pese a ser pesado y tener movilidad limitada, tiene un gran poder ofensivo que le permite mover rocas y romper muros. Su ataque de eructos es tan fuerte, que no hay animal que pueda resistirlo, ni siquiera las hienas.
- Ma y Tío Max: Son la madre y el tío de Timón, quienes viven con él en la colonia de suricatos. Ma es una típica madre amorosa y sobreprotectora que defiende a su hijo, aun en contra de los demás suricatos. El tío Max es un verdadero viejo gruñón que ve con malos ojos la actitud de Timón y está convencido de que el muchacho acabará haciendo que las hienas se coman al grupo. Ambos regresan cerca del final del juego para ayudar a Timón y Pumba en la pelea final en La Roca del Rey.
- Simba: El alegre y simpático Simba es un cachorro de león que Timón y Pumba encuentran perdido en el desierto y lo adoptan como a un amigo. Poco imaginan que Simba en realidad es el rey de Pride Lands, cosa que recién descubren cuando este es un fuerte león adulto. Fieles a su amigo, Timón y Pumba se dirigen a la Roca del Rey a enfrentar de una vez por todas a las hienas para que Simba logre reclamar el trono.
- Nala: Nala es una leona que aparece como una villana que se quiere comer a Pumba, pero pronto depone su actitud cuando Simba la detiene, ya que ella resulta ser su amiga de la infancia. Timón no está muy contento con su llegada, ya que no solo enamora y separa a su amigo, sino que le convence de volver a sus tierras.
- Rafiki: Rafiki es un viejo y sabio mandril, que ejerce de chamán, viaja por su cuenta y canta sus propias canciones. Se encarga de guiar a los personajes con sabios y místicos consejos que les ayuda a alcanzar su destino deseado.
- Las hienas: Son los principales enemigos del juego. Las hienas, tres bromistas de cuidado, están siempre en búsqueda de su próxima comida o de una inocente víctima a la que incordiar, y cuando no están profanando tumbas de elefantes, se dedican a hacer el trabajo sucio de Scar. Banzai y Shenzi son las que suelen tomar la palabra mientras que Ed se limita a reír.

### Mecánica
El rey león para GBA es un videojuego de plataformas en 2D con vista lateral. El jugador controla a los personajes Timón el suricato y Pumba. El personaje controlable cambia según el nivel, en algunos es Pumba, en otros Timón, aunque en la gran mayoría aparecen los dos juntos.
Los niveles con un solo personaje son los más convencionales y consisten en controlar al personaje para que avance por un escenario hasta llegar a la meta. Cada personaje tiene sus propias habilidades que debe usar para superar los obstáculos y enemigos que aparecen en el escenario.
Los niveles con dos personajes siguen un esquema más desafiante y que requiere de cierto ingenio por parte del jugador. Aquí Timón y Pumba parten del mismo punto y los dos tienen que recorrer el escenario hasta llegar a la meta, pero el jugador solo puede manejar a uno a la vez mientras que el otro queda inactivo. El cambio entre personajes es muy sencillo y se puede realizar en cualquier momento con solo presionar un botón, perodesde luego, hay que dejar al personaje inactivo en un lugar seguro en donde no le lleguen enemigos. Este tipo de escenarios están construidos de manera que son imposibles de superar con un solo personaje, de modo que hay que hacer uso de las habilidades combinadas de ambos protagonistas para poder ir abriéndose paso. Por ejemplo, hay paredes de roca que Timón no puede atravesar, entonces Pumba debe romperlas con su cabezazo; mientras que en otra zona hay una barrera de tierra que detiene a Pumba, entonces Timón debe hacer uso de su habilidad de excavar para que ambos crucen.
Cada uno de los personajes tiene sus propias habilidades y características que les permiten atravesar zonas que su compañero no puede. Timón es más ágil, salta más alto y puede trepar por las raíces, excavar la tierra y pasar por túneles pequeños. Pumba es más pesado y fuerte, salta más bajo pero lejos y puede atacar y derrotar a los enemigos, empujar rocas y destruir paredes, además funciona como colchoneta para que Timón se impulse saltando sobre él. Conocer las habilidades de cada uno y decidir a quién usar en cada momento es la clave para superar los niveles de equipo.
En el juego además aparecen varios niveles de velocidad en donde la forma de juego cambia por completo. En ellos, Timón va montado sobre Pumba, mientras este corre automáticamente y sin posibilidad de detenerse a través del escenario. Este tipo de niveles son mucho más sencillos y viscerales. El jugador debe limitarse a evitar los obstáculos y enemigos en el corto tiempo de reacción que tiene, teniendo la posibilidad de acelerar, saltar o atacar. Los niveles de velocidad son suerados al llegar a la meta.
El juego se compone de 24 niveles que se deben ir superando en orden, los niveles ya completados se pueden escoger y jugar libremente. El estilo de juego cambia constantemente en cada nivel, algunos son de un personaje solo, otros de equipo y otros de velocidad. Los niveles son relativamente cortos, aunque el jugador debe pasar cada escenario en una sola pasada, ya que si pierde una vida, es regresado al inicio y pierde los puntos ganados. El jugador cuenta con vidas infinitas, de modo que al perder un nivel, puede reintentarlo una y otra vez. Timón y Pumba cuentan con una barra de tres corazones cada uno, que representan el número de golpes que pueden recibir, cuando cualquiera de los dos personajes pierde los tres corazones, el jugador pierde una vida. Como ayuda al jugador, en cada nivel hay ítems que recuperan corazones o mejoran los ataques de los personajes.
Al superar una cierta cantidad de niveles, se desbloquea un pequeño clip de video de la película como premio. El juego termina una vez que todos los niveles son superados. Aunque el jugador puede continuar con la partida con el objetivo de alcanzar las fases secretas de bonificación y llegar al 100% de progreso.

### Niveles
- Nivel 1: Vida en la colonia 
Estilo: Timón solo
- Nivel 2: Las hienas atacan 
Estilo: Timón solo
- Nivel 3: El jabalí solitario 
Estilo: Pumba solo
- Nivel 4: Mi jabalí de la guarda 
(Fin de 1° parte) 
Estilo: Pumba solo
- Nivel 5: Las tierras del reino en la hora punta 
Estilo: Velocidad
- Nivel 6: Gruta, dulce gruta 
Estilo: Equipo
- Nivel 7: Vecinos ruidosos 
Estilo: Equipo
- Nivel 8: El cielo se te echa encima
(Fin de 2° parte)  
Estilo: Velocidad
- Nivel 9: El cementerio de elefantes 
Estilo: Equipo
- Nivel 10: ¡Roca y Rock! 
Estilo: Velocidad
- Nivel 11: De matamala a matapeor 
Estilo: Equipo
- Nivel 12: ¡Que vienen las hienas! 
Estilo: Velocidad
- Nivel 13: 40 grados a la sombra 
Estilo: Equipo
- Nivel 14: ¡Estampida!
(Fin de 3° parte)
Estilo: Velocidad
- Nivel 15: Puertas abiertas 
Estilo:  Equipo
- Nivel 16: Ahuyentando a los buitres 
Estilo: Velocidad
- Nivel 17: El escondite 
Estilo: Pumba solo
- Nivel 18: ¡Nala!
(Fin de 4° parte) 
Estilo: Velocidad
- Nivel 19: Pumba va por libre 
Estilo: Pumba solo
- Nivel 20: En busca de Pumba 
Estilo: Timón solo
- Nivel 21: Llega la caballería 
Estilo: Velocidad
- Nivel 22: ¡LUAU! 
Estilo: Velocidad
- Nivel 23: El gran combate 
Estilo: Equipo
- Nivel 24: Cavando un túnel 
Estilo: Timón solo
- Nivel 25: Escapada por el túnel
(Fin de 5° parte) 
Estilo: Velocidad

### Niveles de bonificación
El juego incluye cinco niveles secretos de bonificación que aparecen al finalizar cada parte, para activarlos hay que pasar todos los niveles normales anteriores con 40 bichos. Los niveles especiales son parecidos a los normales pero con la diferencia de que tienen un corto límite de tiempo para llegar a la meta, de manera que el jugador debe darse prisa. Además, como el tiempo no alcanza, es necesario encontrar y agarrar los relojes que aparecen a lo largo del escenario y que sirven para extender el tiempo. Al final de cada fase de bonificación, el jugador consigue un ítem especial que aumenta la barra de corazones de los personajes de manera que mejoran su resistencia. Los niveles de bonificación son:
- Nivel de bonificación de Timón 1 (Estilo:Timón solo)
- Nivel de bonificación de Pumba 1 (Estilo:Pumba solo)
- Nivel de bonificación del equipo (Estilo:Velocidad)
- Nivel de bonificación de Timón 2 (Estilo:Timón solo)
- Nivel de bonificación de Pumba 2 (Estilo:Pumba solo)